# Cesare Pasini
Cesare Pasini (Milão, 3 de fevereiro de 1950) é um clérigo, pesquisador de manuscritos e bibliotecário italiano. Foi Prefeito da Biblioteca do Vaticano de 2007 até 2023, sendo substituído por Mauro Mantovani.

## Biografia
Após a ordenação em 1974, estudou de 1974 a 1977 no Pontificio Instituto Oriental em Roma; Em 1979 recebeu seu doutorado em Scienze Ecclesiastiche Orientali. De 1978 a 1989 lecionou Patrologia no seminário de Saronno. Desde 1986 fazia parte do corpo científico da Biblioteca Ambrosiana (Collegio dei Dottori), em novembro de 1995 foi nomeado Vice-Prefeito da biblioteca. Desde 24 de abril de 2003 foi também diretor da Accademia di Sant'Ambrogio. No dia 25. Em junho de 2007 foi nomeado por Bento XVI Prefeito da Biblioteca Vaticana em 2007. Desde 2010 é membro correspondente da direção central da Monumenta Germaniae Historica.
As áreas de especialização de Pasini são a paleografia grega e a hagiografia.

## Publicações (seleção)
- Vita di S. Filippo d’Agira attribuita al monaco Eusebio. Introduzione, edizione critica, traduzione e note, Roma, Pontificium Institutum Orientalium Studiorum 1981 (Orientalia Christiana Analecta, 214)
- Le fonti greche su sant’Ambrogio, Milano – Roma, Biblioteca Ambrosiana, Città Nuova Editrice 1990 (Tutte le opere di sant’Ambrogio. Sussidi, 24/1) ISBN 88-311-9184-5
- Manoscritti e frammenti greci dell’Ambrosiana. Integrazioni al catalogo di Emidio Martini e Domenico Bassi, Roma, Università di Roma «La Sapienza» 1997 (Testi e studi bizantino-neoellenici, 9)
- Inventario agiografico dei manoscritti greci dell’Ambrosiana, Bruxelles, Société des Bollandistes 2003 (Subsidia Hagiographica, 84)
- Bibliografia dei manoscritti greci dell’Ambrosiana, 1857–2006, Mailand 2007, ISBN 978-88-343-1423-4.